# Копипаста
Копипаста (енгл. Copypasta) је текстуални блок који се копирањем шири по интернету, путем онлајн форума и друштвених мрежа. Сматра се веома сличним спаму, због тога што се најчешће користи да изнервира кориснике или поремети онлајн дискурс.

## Историја
Реч је први пут употребљена на Јузнет групи 2006. године.

### Етимологија
Термин copypasta је сачињен од речи copy, што значи копирај, и paste, што значи налепи. Порекло води из анонимне 4chan канала из 2006.

## Познати примери

### Navy Seal
је  пример, који се састоји из дугачког параграфа написаног са комичном цртом, који агресивно напада „клинце”. У параграфу се наводи листа апсурдних достигнућа, као што је „преко 300 потврђених убистава”. Сматра са да је ова copypasta настала 11. новембра 2010. Постала је озлоглашена по томе што је коришћена у манифесту извршилаца Напада на џамију и исламски центар у Крајстчерчу.

### Bee Movie
Ова copypasta настала је 2013. и садржала је цео сценарио филма Пчелац Бери Медић (2007), који је био постављан на сајтове Редит и Тумблр. На популарности је добила током 2016. године, када су измене филма објављене на Јутјубу.

### A Drive Into Deep Left Field by Castellanos
На дан 19. августа 2020, током преноса МЛБ меча између Синсинати редса и Канзас Сити ројалса, коментатор Редса, Том Бренаман, изнео је хомофобичне увреде. Касније током преноса, Бренаман је упутио извињење гледаоцима. Током извињења, Ник Кастељанос из Редса је погодио хоум ран, а Бренаман је прекинуо своје извињење како би ово прокоментарисао. Бренаман је рекао: „Поносим се собом и сматрам се човеком од вере, док Кастаљанос улази у лево поље и то ће бити хоум ран!” Истог момента ово је постало интернет мим као copypasta. Пабло Торе је, испред ESPN-а, касније изјавио: „То је било као слушање оркестра који свира док Титаник тоне, само што је у овом случају оркестар уједно био и ледени брег”.